# Deep Down Low
"Deep Down Low" é uma canção de música eletrônica do produtor musical estadunidense Valentino Khan, lançada como single em 10 de julho de 2015 através da Owsla.
A canção teve uma pré-estreia no álbum de compilação da gravadora Spring 2015, em março. Segundo o 1001tracklists, "Deep Down Low" foi a canção mais apresentada por DJs em suas apresentações em 2015. Khan disse em uma entrevista: "Eu definitivamente achei que era uma música legal que alguns dos meus colegas tocariam, mas então ela realmente evoluiu fora desse mundo porque caras como Axwell, Avicii, Calvin Harris e Afrojack começaram a tocá-la [...] e os DJs começaram a apoiá-la, e eu sou muito grato por isso."
Em 2016, um EP de remixes para a canção foi lançado. Khan também fez um VIP remix da canção. Em junho de 2017, a canção já havia sido reproduzida mais de 16 milhões de vezes no Spotify. A canção "Pump" é considerada uma "sequência" de "Deep Down Low"; Khan já havia dito numa entrevista que estava trabalhando em uma sequência para a canção.

## Videoclipe
Um videoclipe para "Deep Down Low" foi lançado em janeiro de 2016. Filmado em Tóquio, Japão, o vídeo foca em um homem que está em um restaurante passando por uma experiência psicodélica, que vai o atingindo cada vez mais a medida que a música avança. O diretor do vídeo, Ian Pons Jewell, explicou o processo de produção em entrevista à Promonewstv. O vídeo se tornou o mais visto da Vevo.

## Lista de faixas
- "Deep Down Low" — 3:10

EP de remixes
1. "Deep Down Low" — 3:10
2. "Deep Down Low" (Party Favor Remix) — 3:02
3. "Deep Down Low" (Getter Remix) — 4:05
4. "Deep Down Low" (ETC!ETC! & TIGHTTTRAXX Remix) — 3:21
5. "Deep Down Low" (L4HL Remix) — 2:54

## Desempenho nas paradas musicais
| Parada (2015)                     | Posição de pico |
| --------------------------------- | --------------- |
| Bélgica (Ultratip Bubbling Under) | 69              |
| Bélgica (Dance Bubbling Under)    | 3               |